# Francesco Forleo
Francesco Forleo (Torino, 13 novembre 1941 – Genova, 24 giugno 2018) è stato un poliziotto, militare e politico italiano.
Nel 1982 sostituí il fondatore Generale Enzo Felsani alla guida del SIULP.

## Biografia
Frequentò l'Accademia di Pubblica sicurezza negli anni '60, divenendo ufficiale di P.S. Fu in servizio a Roma e Genova. Da capitano di Polizia ottenne nel 1972 la medaglia d'oro al valor civile perché nel 1971 aveva "recuperato la salma di un illustre speleologo"
Nel 1983 fu eletto segretario generale del Siulp, il sindacato unitario dei poliziotti, di cui era stato fondatore Enzo Felsani, restando fino al 1987.
Fu eletto deputato alla Camera nel 1987 nella circoscrizione Liguria con il PCI e fu componente della commissione affari costituzionali e interno.
Fu rieletto nel 1992 con il PDS e restò a Montecitorio fino al 1994, quando tornò come funzionario nella Polizia di Stato e fu nominato questore di Brindisi.
Nel 1996 fu promosso questore di Firenze e due anni dopo divenne questore di Milano.

### Procedimenti giudiziari
A Brindisi nel giugno 1995 fu coinvolto in prima persona in una sparatoria con dei contrabbandieri che portò alla morte di uno di loro e fu per questo arrestato nel novembre 1998. Condannato in appello per omicidio colposo nel 2007, la sentenza era stata annullata con rinvio dalla Cassazione nel 2011 . Nel 2012 in appello la procura aveva chiesto la condanna a 14 anni e 4 mesi, ma nel corso del processo di appello, la sua posizione veniva stralciata per una perizia che ne riscontrava "declino cognitivo grave e irreversibile".